# Héctor Valer
Héctor Valer Pinto (Abancay, 4 de fevereiro de 1959) é um advogado e político peruano. Foi presidente do Conselho de Ministros do Peru de 1 até 8 de fevereiro de 2022 durante o governo de Pedro Castillo; é congressista da República, para o período 2021-2026.

## Biografia
Héctor nasceu em 4 de fevereiro de 1959, em Abancay, no Departamento de Apurímac, Peru. Fez os estudos primários na Escola n.º 665 - Cachora e os estudos secundários na Gran Unidad Escolar Miguel Grau.
Estudou Direito e Ciência Política na Universidade Inca Garcilaso de la Vega de 1982 a 1992 e também na Universidade Livre na Colômbia de 1995 a 1998. Também possui mestrado em Desenvolvimento Rural pela Pontifícia Universidade Javeriana na Colômbia e em Direito Penal pela Universidad Mayor de San Marcos. Atua como Gerente Geral no Centro Jurídico Valer Abogados S.A.C. desde 2012.

## Vida política
Foi definido como liberal social. Foi filiado ao Partido Aprista Peruano, onde foi Subsecretário de Organização e depois Secretário Nacional de Organizações Agrárias e Camponesas. Ele permaneceu com o partido até sua renúncia em 2010.

### Candidato à Presidência Regional de Lima
Sua carreira política começou nas eleições regionais e municipais de 2014, onde foi candidato à Presidência Regional de Lima pelo partido União pelo Peru, porém não foi eleito. Fez parte da Frente Ampla de Desenvolvimento.
Nas eleições regionais e municipais de 2018, foi novamente candidato ao Governo Regional de Lima pela Nação Peru, mas não obteve sucesso.

### Congressista
Nas eleições gerais de 2021, Valer foi eleito congressista da República pelo Renovação Popular, com 20.949 votos, para o período parlamentar 2021-2026.
Em julho do mesmo ano, anunciou que havia se separado do Renovação Popular, partido liderado por Rafael López Aliaga. Isso se deveu ao fato de Valer ter afirmado em entrevista que o resultado das eleições presidenciais deveria ser respeitado e que não concordava com a posição de López Aliaga.
Em 7 de julho de 2021, Valer se reuniu com o então presidente virtual Pedro Castillo do Peru Livre, anunciando seu apoio no segundo turno. Ele também teve uma reunião com o ex-governador de Junín Vladimir Cerrón, líder do Peru Livre.
Valer também anunciou a criação de sua Bancada Liberal para o período 2021-2026, que dias depois disse que não aconteceria, pois três colegas decidiram ir para a bancada do Somos Peru - Partido Roxo, onde finalmente decidiu ingressar.
Finalmente, em janeiro de 2022, ele anunciou sua renúncia à bancada Somos Peru e anunciou a criação de um novo grupo parlamentar que promoveria a elaboração de uma nova constituição. Juntamente com vários ex-parlamentares do Peru Livre e um do Ação Popular, Valer formou a bancada do Peru Democrático.

### Presidente do Conselho de Ministros
Em 1º de fevereiro de 2022, foi empossado como Presidente do Conselho de Ministros do Peru, após a renúncia de Mirtha Vásquez.
Quatro dias depois de assumir o cargo, Valer apresentou sua carta de demissão, após ouvir uma série de denúncias contra ele por agressão à família. Apesar disso, continuou no cargo de ministro e garantiu que a renúncia será aceita pelo presidente quando anunciar o novo primeiro-ministro.

## Controvérsias
Segundo a revista Caretas, Valer deve 43 mil sóis à autoridade tributária Sunat. Além disso, ele enfrenta uma investigação por corrupção na forma de conluio, em detrimento do Município Provincial de Coronel Portillo, Ucayali.
Em novembro de 2021, a Comissão de Ética anunciou uma investigação contra Valer por declarações sexistas contra José Ventura em uma sessão da Comissão Agrária em setembro anterior, dizendo-lhe para "vestir uma saia" ao mostrar sua solidariedade com a deputada Vivian Oliva. Também, o Gabinete de Prevenção e Segurança do Parlamento relatou outra tentativa de ataque a pessoal de segurança e imprensa quando Valer tentou entrar no gabinete da presidente do Congresso María del Carmen Alva após uma sessão ordinária.
Em janeiro de 2020, a Comissão de Ética multou José Cueto e outros parlamentares por 15 dias após insultá-lo.
Em 2007 foi denunciado pelo financeiro Agrobanco, no qual foi relatado que empurrou um psicológico e tentou roubar seu arquivo durante um teste psicotécnico.
Em 2016, ele foi denunciado por sua filha por agressão física. No ano seguinte, um juiz emitiu medidas protetivas para sua esposa, Ana María Montoya, e sua filha. Além disso, vários moradores do distrito de San Borja assinaram uma petição para que Valer saísse de casa devido ao barulho e brigas dentro de sua casa.